# Bábolna
Bábolna je mesto na Madžarskem, ki upravno spada pod podregijo Komáromi Županije Komárom-Esztergom.